# Parafia Niepokalanego Poczęcia Najświętszej Maryi Panny w Orzechowie
Parafia Niepokalanego Poczęcia Najświętszej Maryi Panny w Orzechowie – parafia rzymskokatolicka, znajdująca się w archidiecezji warmińskiej, w dekanacie Dobre Miasto. W parafii posługują księża archidiecezjalni. Według stanu na luty 2019 proboszczem parafii był ks. mgr Roman Kramek. 